# واره: درآمدی بر مردم‌شناسی و جامعه‌شناسی تعاون
واره: نوعی تعاونی سنتی کهن و زنانه در ایران؛ درآمدی به مردم‌شناسی و جامعه‌شناسی تعاون و مشارکت مردمی کتابی از مرتضی فرهادی است که در سال ۱۳۸۰ منتشر و در مراسم کتاب سال جمهوری اسلامی ایران به‌عنوان کتاب برگزیده معرفی شد.